# Dolichotis patagonum
La mara (Dolichotis patagonum) es una especie de roedor de la familia Caviidae, también conocido como mara patagónica, liebre patagónica y liebre criolla, aunque no pertenece al orden de las verdaderas liebres (Lagomorpha).  
Es uno de los roedores más grandes del mundo, con un peso promedio de 8 kg, con ejemplares de hasta 16 kg. Es uno de los mamíferos endémicos de Argentina de mayor tamaño. Posee patas largas y fuertes, similares a las de los pequeños artiodáctilos, que usa para correr a alta velocidad cuando se siente amenazada. Es el roedor más veloz pudiendo alcanzar 45 km/h.

## Hábitat
La mara vive en estepas semiáridas y desiertos de arbustos espinosos del oeste, centro y sur de Argentina. Su distribución se encuentra reducida por causa de la alteración de su hábitat, en especial en la llanura pampeana y en las regiones costeras, debido a la relativa mayor urbanización.

## Comportamiento

### Estructura social

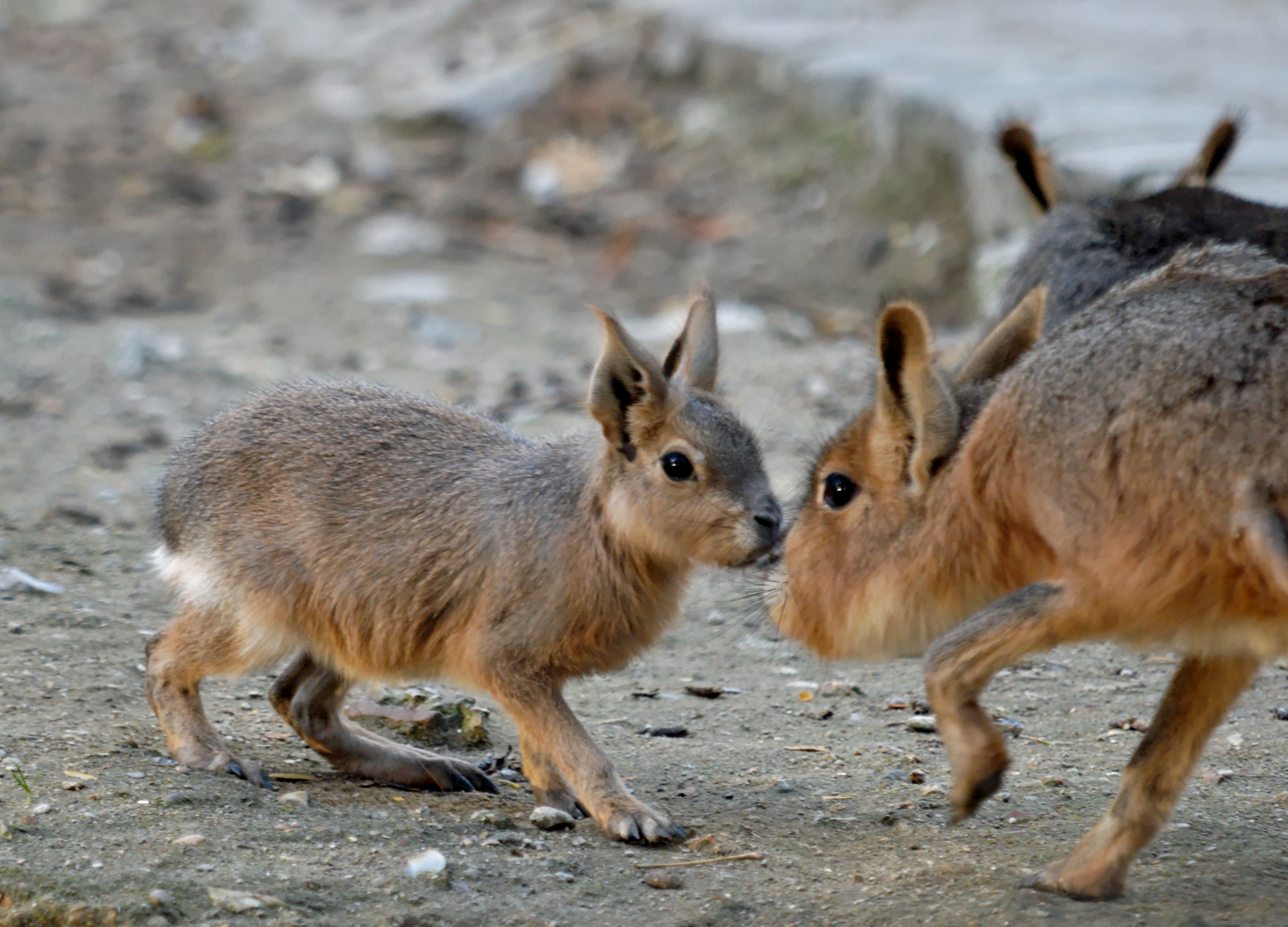
Dos jóvenes.

La estructura social de la mara se define por su condición monógama, poco común entre los roedores; se aparea de por vida teniendo 6 crías o más por camada. La pareja se desenvuelve en un territorio de aproximadamente 40 ha, su madriguera es subterránea y suelen hacerla aprovechando los nidos abandonados previamente cavados por ciertas especies de búhos patagónicos. El macho siempre sigue a la hembra, cuidando de rivales y predadores. Es poco evidente otro concepto de territorialidad, pero los machos parecen tener un sistema jerárquico de dominio.[cita requerida]
Las maras pasan la mayor parte del tiempo con su pareja, viajando juntas. Sin embargo, ocasionalmente se movilizan en grandes grupos de 70 o más individuos en migraciones a regiones lacustres donde el alimento es abundante.
Son animales de actividad diurna.

### Alimentación
Es una especie herbívora que come principalmente pastos y hierbas.

### Rumores sobre sus necesidades hídricas
Es un dato frecuente en internet que la mara patagónica no requiere agua para su supervivencia "debido a su particular metabolismo". En la literatura científica, sin embargo, no se encuentra ninguna referencia a este hecho, lo cual sugiere que se trata de información errónea que se puso en circulación por algún equívoco.

### Depredadores
Estos roedores tienen como depredador natural el jaguar, el puma, el zorro gris patagónico y el águila de Azara.

### Apareamiento y reproducción
Las maras tienen habitualmente entre 1 y 3 crías por camada, con tres a cuatro partos anuales y una gestación de 96 días.
Los cachorros se crían en una madriguera común, en el que hasta 15 madres pueden dejar su camada. Se desarrollan rápidamente y pueden comenzar a pastar a las 24 horas de nacidos. Sin embargo, permanecen en la madriguera hasta cuatro meses mientras las madres los visitan varias veces al día para amamantarlos.

## Expectativa de vida

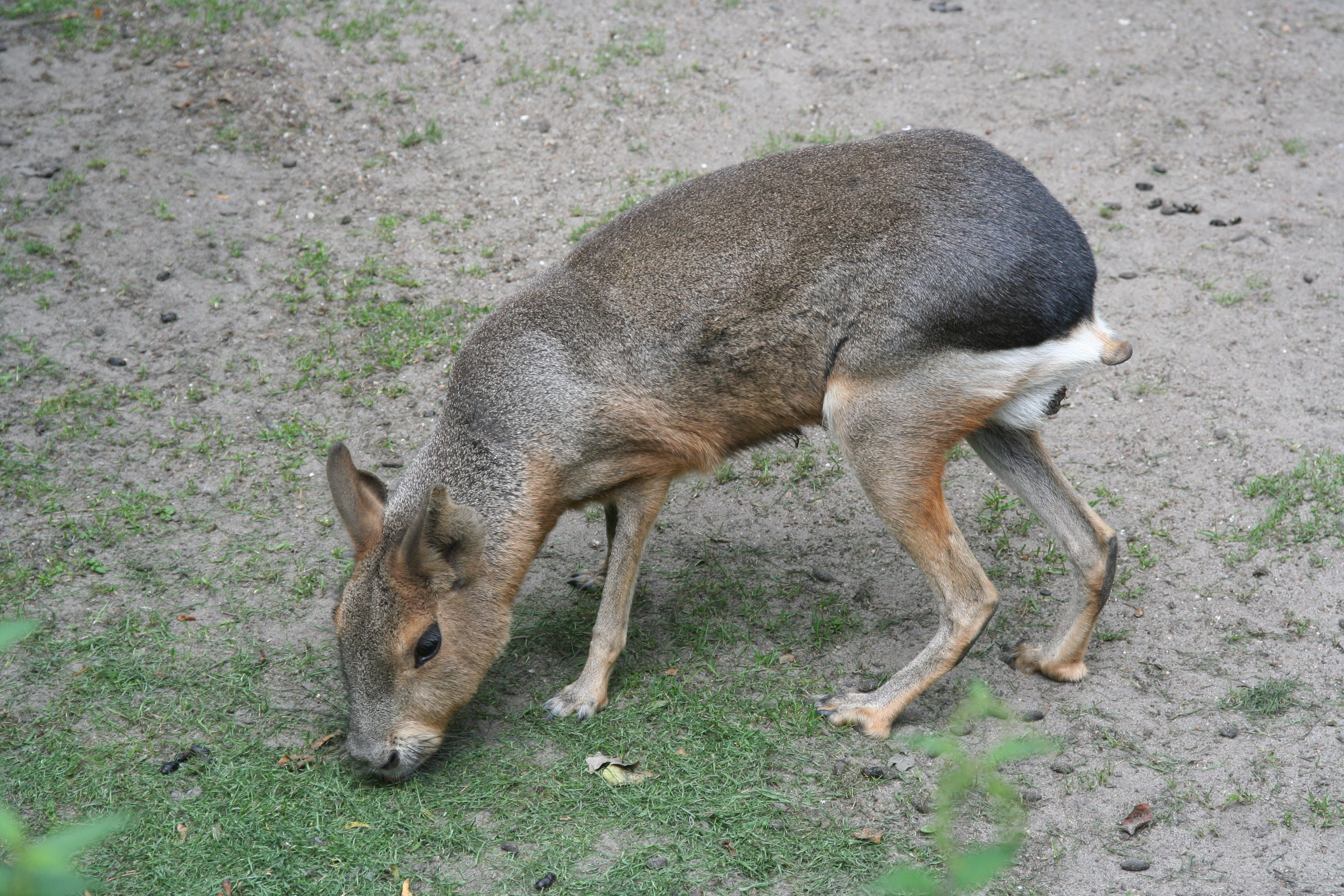
Alimentándose.

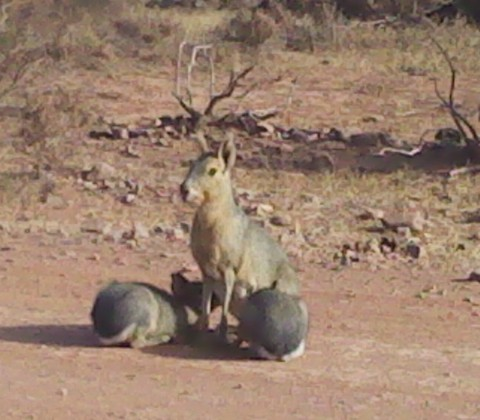
Mara amamantando a sus crías, en el Parque nacional Sierra de las Quijadas.

En cautividad, las maras viven normalmente entre 5 y 7 años, aunque se sabe de individuos que vivieron más de 10.

## Maras en cautiverio
El Ecoparque de Buenos Aires tiene numerosos ejemplares de maras patagónicas que se mueven libremente entre los visitantes.

## Conservación
La población silvestre se encuentra en la lista roja de los Mamíferos de Argentina, y es una especie vulnerable desde 2019 según SAyDS-SAREM.
La baja poblacional se basa en dos factores primordiales:
- Pérdida de hábitat por desarrollo agrícola, industrial y crecimiento de la población humana.
- Competencia alimentaria con las liebres europeas (Lepus europaeus), que fueron introducidas en Suramérica por el hombre.[cita requerida]

La provincia de Mendoza en Argentina la declaró monumento natural provincial por la ley n.º 6599 sancionada el 12 de mayo de 1998.

## Galería

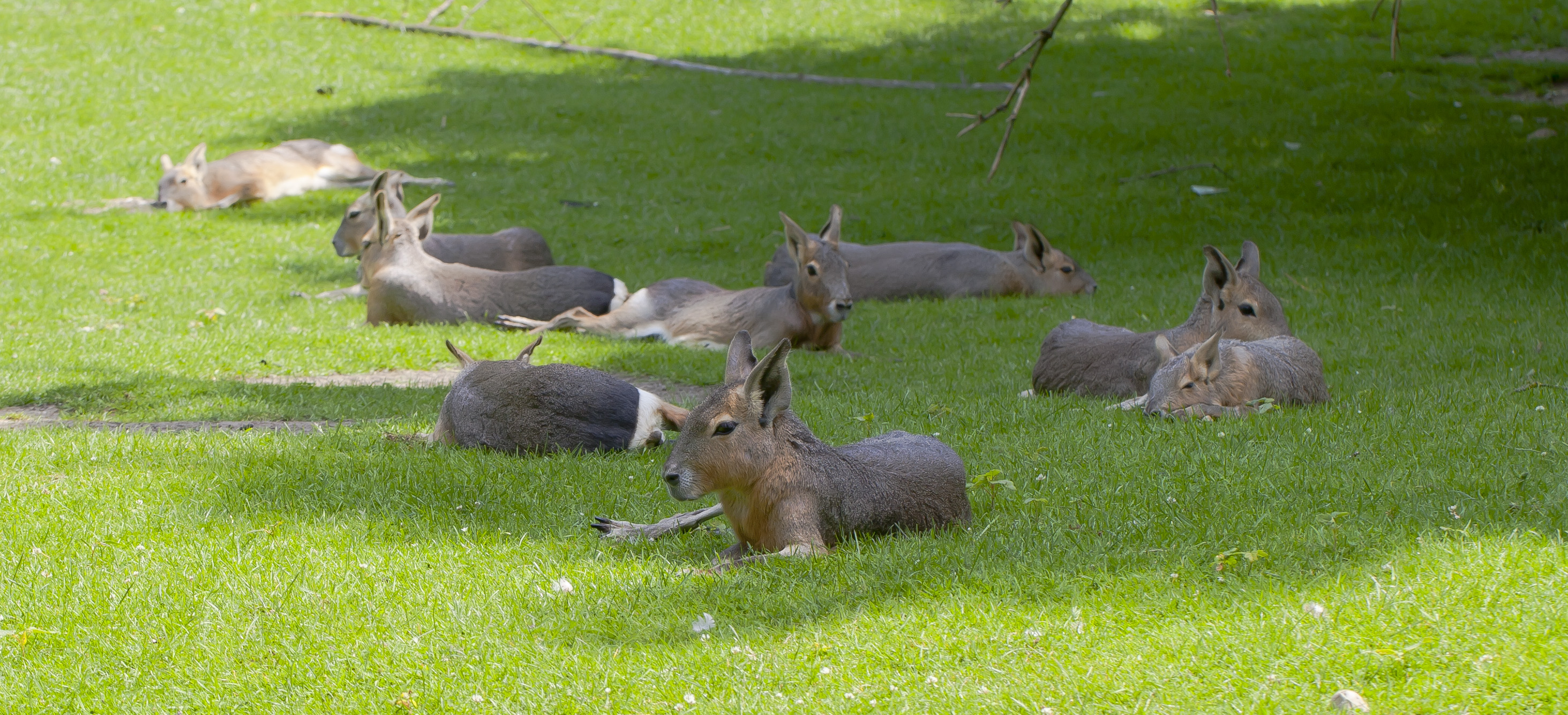
Maras en cautividad.
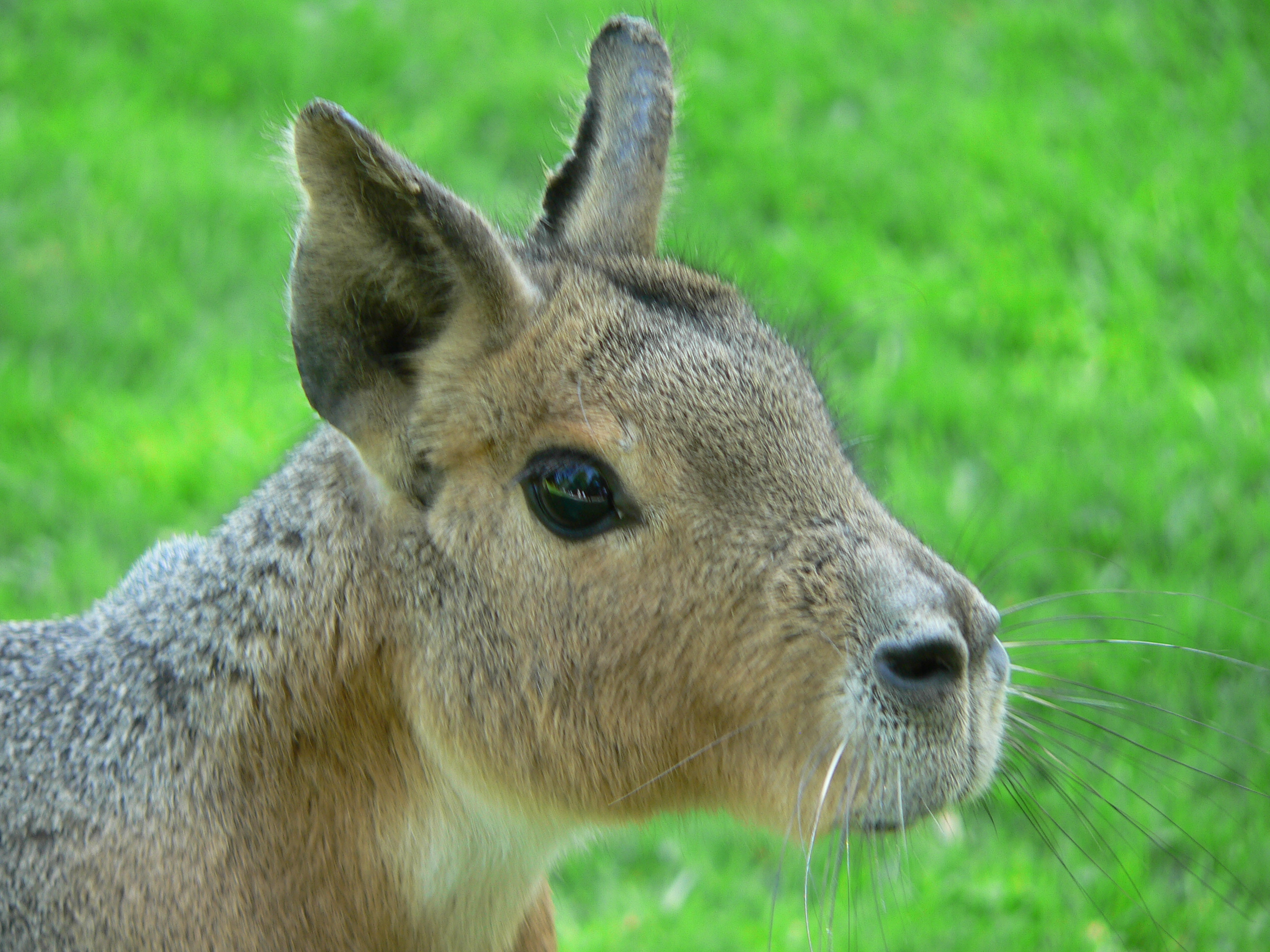
La cabeza de la liebre patagónica.
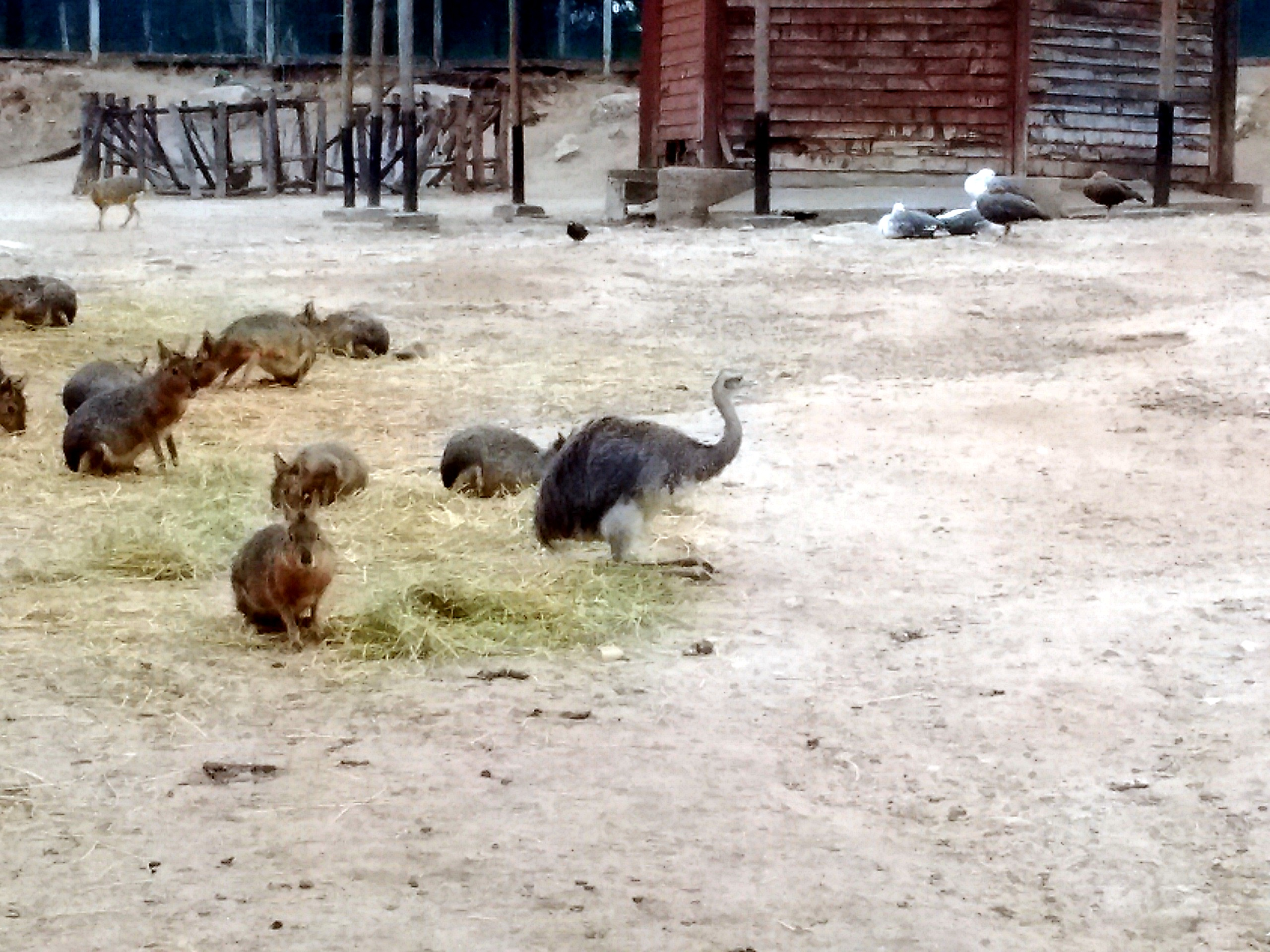
Convivencia en cautiverio de Dolichotis patagonum y Ñandúes.